# Pseudocatolaccus tamabae
Pseudocatolaccus tamabae is een vliesvleugelig insect uit de familie Pteromalidae. De wetenschappelijke naam is voor het eerst geldig gepubliceerd in 1950 door Ishii.